# St. Georg (Roggenstein)

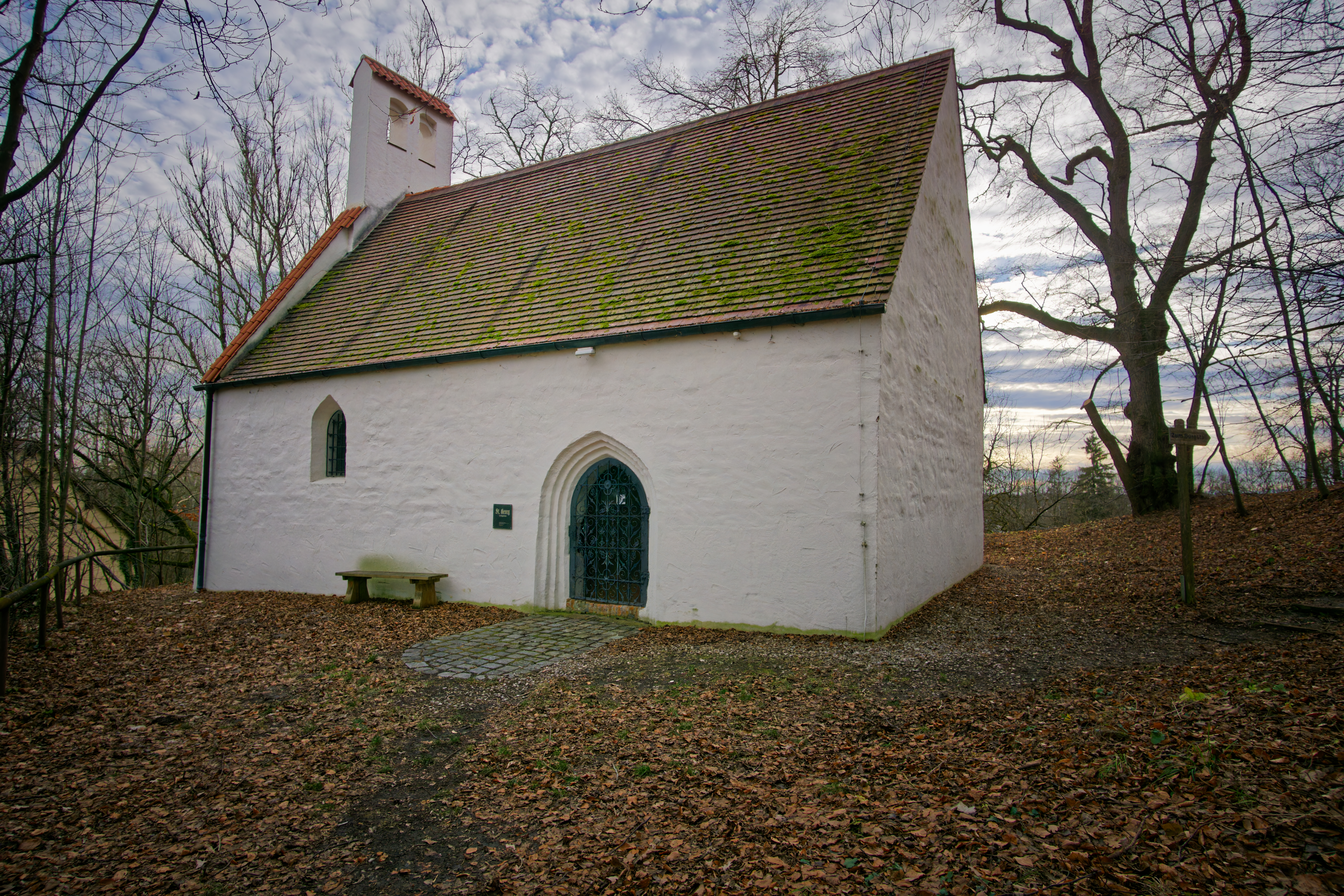
Kapelle St. Georg in Roggenstein

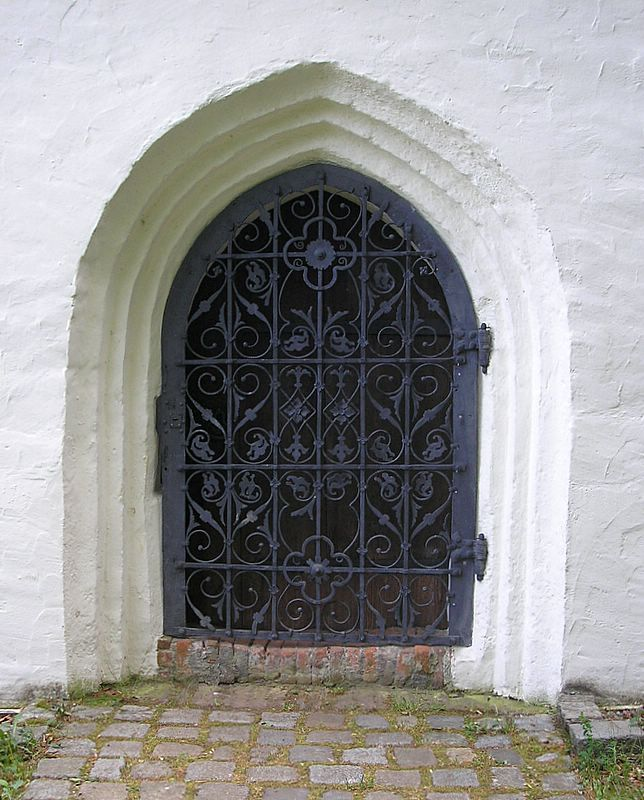
Gestuftes Portal

Die katholische Kapelle St. Georg in Roggenstein, einem Gemeindeteil von Emmering im oberbayerischen Landkreis Fürstenfeldbruck, wurde im 14./15. Jahrhundert errichtet. Die ehemalige Burgkapelle ist ein geschütztes Baudenkmal.

## Beschreibung
Die dem heiligen Georg geweihte gotische Kapelle entstand um 1400 als rechteckiger Saalbau mit offenem Glockenstuhl über dem Ostgiebel. Der weiß verputzte Backsteinbau wird durch fünf kleine Fensteröffnungen belichtet. Der Zugang erfolgt über ein gestuftes spitzbogiges Portal an der Nordseite.
Das Innere wird von einer schlichten Balkendecke überspannt, deren gotische Rautenornamente möglicherweise erst im 19. Jahrhundert aufgemalt oder erneuert wurden. Aus der Bauzeit stammt der Freskenzyklus mit Darstellungen der Passion Christi. Neben dem Eingang ist eine überlebensgroße Christophorusdarstellung zu sehen. Über einer gemalten Vorhangdraperie erkennt man unter anderem die Gefangennahme, Kreuzigung und Auferstehung des Erlösers Jesus Christus. An der Stirnwand kämpft der heilige Georg mit dem Drachen. Die Malereien wurden 1992/93 restauriert.
Der alte Blockaltar steht seit 1970 wieder vor der Ostwand. Der barocke Hochaltar an der Südwand ist auf der Rückseite mit dem Jahr 1686 bezeichnet. Zwei gedrehte Säulen rahmen das Altarblatt mit dem heiligen Georg. Seitlich stehen Figurengruppen der heiligen Maria zwischen Joachim und Anna bzw. Jesus zwischen Maria und Josef.
Die Sanierung der Kapelle und die Restaurierung der Wandmalereien wurden durch den 1969 gegründeten Verein zur Erhaltung der Kapelle St. Georg Roggenstein betreut. Der Verein macht die Kapelle regelmäßig zugänglich. Es finden auch Konzerte in der Kapelle statt.

## Bodendenkmäler
Siehe auch: Liste der Bodendenkmäler in Emmering (Landkreis Fürstenfeldbruck)
- Burgstall Roggenstein